# 張景旭
張景旭（？—？），贵州鎮遠人，清政治人物、進士出身。
光緒十五年（1889年）己丑科進士，二甲六十一名，同年五月，俱著分部学习。后官四川丹棱知縣。